# Leucoraja garmani
Leucoraja garmani es una especie de pez de la familia de los Rajidae en el orden de los Rajiformes.

## Morfología
Los machos pueden llegar a alcanzar los 26 cm de longitud total

## Reproducción
Es ovíparo y las hembras ponen huevos envueltos en una cápsula córnea.

## Alimentación
Come principalmente crustáceos decápodos y, secundariamente, anfípodos, poliquetos, calamares y peces hueso.

## Hábitat
Es un pez de mar y de clima subtropical (9 °C-17 °C)

## Distribución geográfica
Se encuentra en el Océano Atlántico occidental: desde el sur de Nueva Inglaterra hasta el sur de Florida (los Estados Unidos ).

## Uso comercial
Se comercializa fresco y salado.

## Observaciones
Es inofensivo para los humanos.